# Isaac Vincent
Isaac Harvey Vincent (condado de Matagorda, 1830/1842-Palo Pinto, 12 de marzo de 1898) fue un político estadounidense que se desempeñó como el decimotercer tesorero estatal de Alabama.

## Primeros años de vida
Nació en el condado de Matagorda, República de Texas, en 1830 o 1842. Su familia se mudó a Alabama después de la muerte de su madre y él creció en los condados de Autauga y Chambers. Fue capitán de la compañía uno del 47.º Regimiento de Infantería de Alabama durante la Guerra de Secesión y resultó herido en la Batalla de la espesura. Se casó con Frances Richards, hija del editor de periódico y juez de sucesiones Evan Richards, y tuvo dos hijos con ella.

## Carrera
Fue delegado de la convención del Partido Conservador de 1867 en representación del condado de Chambers. Fue elegido tesorero del condado de Chambers en 1871. Trabajó como secretario privado del gobernador George S. Houston entre 1876 y 1878.
Buscó la nominación demócrata para auditor estatal en 1876, pero se retiró después de la tercera votación y Willis Brewer fue nominado en su lugar. Ganó la nominación demócrata para Tesorero del Estado de Alabama con apoyo unánime en la quinta votación y ganó en las elecciones de 1878. Fue elegido para dos mandatos más. Derrotó a Isaac M. Jackson, J. M. Renfro y G. H. Gibson después de siete votaciones en la convención demócrata de 1882. Era conocido por el apodo de Honest Ike («Honesto Ike», Ike siendo un apodo común para aquellos llamados Isaac en inglés estadounidense).

## Robo y últimos años
En enero de 1883, el secretario de Vincent le comunicó que se estaba planeando una auditoría del tesoro. El 29 de enero, Vincent vació la caja fuerte de su oficina y huyó y se ofreció una recompensa de 5000 dólares (equivalente a $163500 actualmente) por su arresto. Un comité que investigó los informes del tesorero declaró que había un déficit de $217 687 (equivalente a $7118365 actualmente). Al año faltaban más de 40 000 dólares del financiamiento del sistema escolar del condado. Eludió el arresto hasta que fue capturado por el ayudante del sheriff Eldridge C. Ray, quien recibió la recompensa de 5000 dólares, en Big Sandy (Texas), el 13 de marzo de 1887. Dijo que su ruta de escape iba desde Alabama a Cincinnati, San Luis y terminaba en México, donde él y su familia vivían. Había estado sufriendo una enfermedad pulmonar durante los últimos dos años y estaba buscando tratamiento en Nueva York.
Regresó a Alabama el 16 de marzo, donde fue acusado de 39 cargos de malversación de fondos. Fue sentenciado a quince años de prisión por tres cargos de malversación de fondos, mientras que fue sobreseído de los cargos restantes. Fue enviado a trabajar a las minas de carbón en Pratt. Sólo se recuperó una pequeña cantidad del dinero robado. El cargo de examinador de cuentas públicas fue creado el 16 de febrero de 1885, en respuesta al robo de Vincent.
En 1889, solicitó a la legislatura estatal que incluyera en la boleta electoral un referéndum para concederle el indulto. Fue indultado por el gobernador Thomas G. Jones el 23 de mayo de 1893, después de que 25 000 personas y 108 legisladores firmaran una petición. Se convirtió en agente de seguros de vida y editó el Monthly Union, un periódico afiliado al Partido del Pueblo. Murió en Palo Pinto (Texas), el 12 de marzo de 1898, y fue enterrado en La Fayette (Alabama).